# 李勃
李勃（1912年—1992年），四川平昌人，中国人民解放军将领、中国人民解放军少将。
毕业于解放军政治学院。1967年，担任济南军区空军政治委员。1968年，由关盛志接任。1955年，授中国人民解放军少将军衔。